# Lista över städer i Armenien
Detta är en lista över några av de största städerna i Armenien, enligt befolkning år 2011.
1. Jerevan - 1 060 138
2. Gjumri - 121 976
3. Vanadzor - 86 199
4. Etjmiadzin - 46 540
5. Abovjan, Kotjak - 43 495
6. Kapan - 43 190
7. Hrazdan - 41 875
8. Armavir (stad i Armenien) - 29 319
9. Artasjat - 22 269
10. Idzjevan - 21 081
11. Gavar - 20 765
12. Goris - 20 591
13. Tjarentsavan - 20 363
14. Ararat - 20 235
15. Masis - 20 215
16. Asjtarak - 19 615
17. Artik - 19 534
18. Sevan - 19 229
19. Dilidzjan - 17 712
20. Sisian - 14 894
21. Alaverdi - 13 343
22. Stepanavan - 13 086
23. Martuni - 12 894
24. Spitak - 12 881
25. Vardenis - 12 685